# Бигильдинский сельсовет
Бигильдинский сельсовет — сельское поселение в Данковском районе Липецкой области Российской Федерации.
Административный центр — село Бигильдино.

## История
Статус и границы сельского поселения установлены Законом Липецкой области от 23 сентября 2004 года № 126-ОЗ «Об установлении границ муниципальных образований Липецкой области»
18 августа 2011 года законом Липецкой области № 536-ОЗ в состав сельсовета включены населённые пункты  упраздненного Долговского сельсовета.

## Население
| 2010  | 2012  | 2013  | 2014  | 2015  | 2016  | 2017  |
| ----- | ----- | ----- | ----- | ----- | ----- | ----- |
| 1063  | ↗1530 | ↘1470 | ↘1416 | ↘1367 | ↘1319 | ↘1289 |
| 2018  | 2021  |       |       |       |       |       |
| ↘1258 | ↗1538 |       |       |       |       |       |

## Состав сельского поселения
| №  | Населённый пункт | Тип населённого пункта       | Население |
| -- | ---------------- | ---------------------------- | --------- |
| 1  | Ашанино          | деревня                      | 1         |
| 2  | Бигильдино       | село, административный центр | ↘943      |
| 3  | Вихровка         | деревня                      | 25        |
| 4  | Восток           | посёлок                      | 5         |
| 5  | Долгое           | село                         | ↘416      |
| 6  | Заполянский      | посёлок                      | ↘1        |
| 7  | Колодези         | деревня                      | ↘16       |
| 8  | Красная Заря     | деревня                      | 46        |
| 9  | Масловка         | деревня                      | 2         |
| 10 | Медведчино       | деревня                      | 19        |
| 11 | Нижняя Павловка  | деревня                      | 40        |
| 12 | Никольское       | село                         | ↘86       |
| 13 | Стрешнево        | село                         | 0         |